# Саккез
Саккез (перс. سقز, трансліт. Saqqez; сорані سەقز, трансліт. Seqiz; курд. Seqiz) — місто,  остану (провінції) Курдистан, Іран, одна з історичних місто Ірану з населенням 226 258 мешканців.

## Географія
Місто Саккез побудоване на довгих рівнинах і пагорбах, які перетинають основні притоки таких річок, як Зарріне і Сіміне.

## Клімат
На висоті 1476 метрів (4842 фути) Саккез має середземноморський континентальний клімат (за класифікацією клімату Кеппена Dsa) з жарким, дуже сухим літом і холодною сніжною зимою. Влітку характерні великі добові коливання температури через зниження щільності повітря на великій висоті та низькій вологості.
| Клімат Saqqez, Iran                        | Клімат Saqqez, Iran | Клімат Saqqez, Iran | Клімат Saqqez, Iran | Клімат Saqqez, Iran | Клімат Saqqez, Iran | Клімат Saqqez, Iran | Клімат Saqqez, Iran | Клімат Saqqez, Iran | Клімат Saqqez, Iran | Клімат Saqqez, Iran | Клімат Saqqez, Iran | Клімат Saqqez, Iran | Клімат Saqqez, Iran |
| Показник                                   | Січ.                | Лют.                | Бер.                | Квіт.               | Трав.               | Черв.               | Лип.                | Серп.               | Вер.                | Жовт.               | Лист.               | Груд.               | Рік                 |
| Абсолютний максимум, °C                    | 18,2                | 20                  | 24                  | 29                  | 34,4                | 39                  | 43                  | 42                  | 39                  | 32                  | 26                  | 22,2                |                     |
| Середній максимум, °C                      | 2,4                 | 4,7                 | 11,0                | 17,3                | 23,1                | 29,8                | 34,3                | 34,2                | 29,8                | 22,2                | 13,4                | 6,1                 | 19,03               |
| Середній мінімум, °C                       | −8,1                | −6,7                | −1,2                | 3,6                 | 6,6                 | 9,5                 | 14,0                | 13,4                | 8,3                 | 4,4                 | −0,3                | −4,6                | 3,24                |
| Абсолютний мінімум, °C                     | −32                 | −33                 | −27,6               | −9                  | −5                  | −0,6                | 3,8                 | 4,8                 | −0,4                | −7                  | −24                 | −32                 | −36                 |
| Середня кількість сонячних годин на місяць | 121,5               | 142,2               | 177,4               | 213,1               | 287,1               | 345,1               | 357,4               | 344,3               | 311,1               | 254,3               | 174,1               | 123,4               |                     |
| Норма опадів, мм                           | 66.6                | 58.7                | 79.5                | 83.6                | 52.0                | 5.8                 | 2.9                 | 2.5                 | 1.4                 | 27.8                | 56.9                | 61.7                |                     |
| Днів з опадами                             | 8,5                 | 8,3                 | 10,0                | 9,8                 | 7,0                 | 1,2                 | 0,7                 | 0,6                 | 0,5                 | 4,3                 | 6,2                 | 8,1                 |                     |
| Вологість повітря, %                       | 73                  | 70                  | 64                  | 58                  | 52                  | 40                  | 35                  | 33                  | 33                  | 47                  | 63                  | 71                  |                     |
| ------------------------------------------ | ------------------- | ------------------- | ------------------- | ------------------- | ------------------- | ------------------- | ------------------- | ------------------- | ------------------- | ------------------- | ------------------- | ------------------- | ------------------- |